# Alvy Moore
Jack Alvin „Alvy“ Moore (* 5. Dezember 1921 in Vincennes, Indiana; † 4. Mai 1997 in Palm Desert, Kalifornien) war ein US-amerikanischer Schauspieler.

## Leben
Alvy Moore wurde als Sohn von Roy O. Moore und Elsie L. Baker geboren. Als Alvy noch ein Kind war, erkrankte er an den Pocken. Später zog die Familie nach Terre Haute, wo sein Vater ein Lebensmittelgeschäft leitete. Er besuchte die Wiley High School, an der er im Schuljahr 1940–41 Präsident der Abschlussklasse war. Nach der High School wechselte er an das Indiana State Teachers College – heute Teil der Indiana State University – und begann Schauspiel zu studieren.
Während des Zweiten Weltkriegs diente er beim United States Marine Corps, wo er an der Schlacht um Iwojima teilnahm. Nach seinem Militärdienst schloss er sein Studium schließlich ab.
Am Pasadena Playhouse lernte er seine zukünftige Ehefrau Carolyn Rose (1929–2009) kennen, mit der er 47 Jahre verheiratet war; sie teilten sich einen Briefkasten, da sie denselben Nachnamen hatten, der nur unterschiedlich geschrieben wurde: Mohr und Moore. Das Paar war vom 14. Mai 1950 an – bis zu seinem Tod – verheiratet und hatte drei Kinder: Alyson, Barry und Janet (1956–2000). Seine Tochter Alyson Dee wurde als Geräuschemacherin mehrfach für den Emmy nominiert und gewann diesen zweimal, seine Tochter Janet war nationale Marketing-Koordinatorin für Warner/Elektra/Atlantic Corp.
Neben seiner Karriere auf der Bühne und vor der Kamera war er in den 1950er Jahren Teilhaber einer Eisengießerei, die sich auf Tische mit Fliesenbelag spezialisiert hatte; später kämpfte er mit den Folgen von Poliomyelitis (dt. Kinderlähmung). In seinen späten Jahren beschäftigte er sich mit der Produktion von Lehrfilmen für den Los Angeles School District, einer Dokumentation über die Baseball-Little-League und nahm an Wohltätigkeits-Golfturnieren teil.
Moore starb im Alter von 75 Jahren an Herzversagen und wurde im Forest Lawn Memorial Park in Hollywood Hills bestattet.

## Karriere
Moore begann seine Karriere beim Theater und spielte in zahlreichen lokalen und regionalen Theaterproduktionen, beispielsweise in Inherit the Wind am Pasadena Playhouse. 1948 spielte er Fähnrich Pulver – als Ersatz für David Wayne – im Bühnenstück Mister Roberts (dt. Keine Zeit für Heldentum) am Broadway in New York City und war ab 1949, an der der Seite von Henry Fonda, mit dem Stück auf Tournee in den Vereinigten Staaten.
Zu Beginn seiner Karriere vor der Kamera fand Moore in Hollywood nur schwer Rollen. „Mehrere Male war ich kurz davor, die Schauspielerei ganz aufzugeben und mich der Produktion zu widmen“, sagte er 1954 in einem Interview mit der Los Angeles Times.
Ab 1952 war er zunächst in kleineren Statisten- und Nebenrollen im Film und Fernsehen zu sehen, beispielsweise in Okinawa; in der Anfangszeit oft ohne Nennung seines Namens. Seinen Durchbruch hatte er schließlich mit einer Hauptrolle in der Fernsehserie Green Acres an der Seite von Eddie Albert und Eva Gabor, in der er von 1965 bis 1971 den inkompetenten Bezirksagenten Hank Kimball spielte. Eine wiederkehrende Rolle hatte er auch in Pete and Gladys als Howie und war darüber hinaus in über 30 Fernsehserien in Gastrollen zu sehen.
Als Charakterdarsteller war Moore oft auf bestimmte Rollen festgelegt, konnte seine anderen Talente aber in Filmen wie The Wild One, in dem er einen Landstreicher mit Motorrad spielte, oder Susan Slept Here, in dem er den Freund von Debbie Reynolds spielte, unter Beweis stellen. Sein komödiantisches Talent zeigte er unter anderem als Gaststar in der Dick Van Dyke Show, wo er in der Rolle des „falschen“ IRS-Agenten Handlebuck der US-Steuerbehörde brillierte: Die Folge The Impractical Joke wurde mit einem Emmy ausgezeichnet. Seine Rolle als Hank Kimball wiederholte er 1990 in dem Fernsehfilm Zoff in Hooterville.
Moore wirkte während seiner Karriere auch in zahlreichen Werbespots mit, präsentierte das Format „What I Want to Be?“ des US-amerikanischen Mickey Mouse Club und war als Sprecher tätig, beispielsweise als Grandpa Little in The Littles und dem Kinofilm Here Come the Littles. Eine letzte Rolle vor der Kamera hatte Moore 1995 in einer Folge der Fernsehserie Live Shot.
Anfang der 1970er Jahre gründete er mit L.Q. Jones eine Produktionsfirma, die unter anderem die Filme Stadt des Grauens (engl. The Brotherhood of Satan), The Witchmaker, The Devil’s Bedroom und Der Junge und sein Hund mit Don Johnson in der Hauptrolle produzierte; Moore war in einer Nebenrolle zu sehen. 1979 führte er bei dem Musical-Film A Christmas Carol Regie und assistierte 1981 bei dem Film Early Warning.
Im deutschen Sprachraum wurde Moore unter anderem von Michael Chevalier, Wolfgang Draeger, Erich Ebert, Horst Gentzen, Wolfgang Gruner, Hans W. Hamacher, Wilfried Herbst, Klaus Lochthove, Günter Lüdke, Peter Panhans, Bruno W. Pantel, Achim Petry, Horst Sachtleben, Wolfgang Völz und Harry Wüstenhagen synchronisiert.

## Filmografie (Auswahl)

### Film
- 1952: Okinawa
- 1952: Talk About a Stranger
- 1952: Mädels ahoi (Skirts Ahoy!)
- 1952: You for Me
- 1952: Fearless Fagan
- 1952: Schlachtzone Pazifik (Battle Zone)
- 1952: Sturmgeschwader Komet
- 1952: Ich bin der Größte (Off Limits; auch: Eintritt verboten)
- 1953: Arzt im Zwielicht
- 1953: Durch die gelbe Hölle (Destination Gobi)
- 1953: The Girls of Pleasure Island
- 1953: Kampf der Welten
- 1953: The Glory Brigade
- 1953: Ein Mann ohne Bedeutung (Affair with a Stranger)
- 1953: Blondinen bevorzugt (Gentlemen Prefer Blondes)
- 1953: Casanova Junior (The Affairs of Dobie Gillis)
- 1953: Geheimdienst im Dschungel (China Venture)
- 1953: Der Wilde
- 1954: Terror in Block 11
- 1954: Das Geheimnis der Inkas
- 1954: So You Want to Be a Banker (Kurzfilm)
- 1954: Eine Nacht mit Susanne
- 1954: Return from the Sea
- 1954: Rhythmus im Blut
- 1955: An Annapolis Story
- 1955: 5 Against the House
- 1956: Mit blanker Waffe (Screaming Eagles)
- 1957: Warum hab’ ich ja gesagt?
- 1957: The Persuader
- 1957: SOS Raumschiff
- 1958: Urlaubsschein nach Paris (The Perfect Furlough)
- 1958: The Heart Is a Rebel
- 1959: Cissie (Pilot-Fernsehfilm)
- 1960: Auf schrägem Kurs (The Wackiest Ship in the Army)
- 1961: Ente gut – Alles gut! (Everything’s Ducky)
- 1961: Außer Rand und Band mit Twist (Twist Around the Clock)
- 1963: Der Fuchs geht in die Falle (For Love or Money)
- 1963: Sonntag in New York
- 1963: Eine zuviel im Bett
- 1963: Die rauhen Reiter von Texas
- 1964: 3 Nuts in Search of a Bolt
- 1964: The Devil’s Bedroom
- 1965: Ein Appartement für drei (A Very Special Favor)
- 1965: Love & Kisses (Love and Kisses)
- 1965: One Way Wahine
- 1965: Dream Wife (Fernsehfilm)
- 1967: Bullwhip Griffin oder Goldrausch in Kalifornien (The Adventures of Bullwhip Griffin)
- 1967: Die abenteuerliche Reise ins Zwergenland (The Gnome-Mobile)
- 1969: The Witchmaker
- 1971: Stadt des Grauens (The Brotherhood of Satan)
- 1971: The Late Liz
- 1973: Time to Run
- 1974: Mrs. Sundance (Fernsehfilm)
- 1974: Herbie groß in Fahrt
- 1975: Der Junge und sein Hund
- 1975: The Specialist
- 1975: Dr. Minx
- 1978: Lacy and the Mississippi Queen (Fernsehfilm)
- 1978: In Texas ist der Teufel los (Kate Bliss and the Ticker Tape Kid; Fernsehfilm)
- 1978: Cotton Candy (Fernsehfilm)
- 1979: Smokey und die Bande (	Smokey and the Hotwire Gang)
- 1981: Superbman: The Other Movie (Kurzfilm)
- 1981: Scream
- 1981: Early Warning
- 1981: Stephanie (Fernsehfilm)
- 1983: Hall of Death – Die Todeshalle (Mortuary)
- 1983: The Christmas Tree Train (Kurzfilm)
- 1984: Unsere kleine Farm – Das Ende von Walnut Grove (Little House: The Last Farewell; Fernsehfilm)
- 1984: Nausicaä aus dem Tal der Winde (Sprechrolle)
- 1984: Zum Töten verführt (They’re Playing with Fire)
- 1984: Welcome to the Fun Zone (Fernsehfilm)
- 1984: Which Witch Is Which (Fernsehfilm)
- 1985: Here Come the Littles (Sprechrolle)
- 1985: The Turkey Caper (Fernsehfilm; Sprechrolle)
- 1987: A Chucklewood Easter (Fernsehfilm; Sprechrolle)
- 1989: Bloodnight
- 1989: Horror House (The Horror Show; auch: House III: The Horror Show)
- 1989: Zweimal Rom und zurück (Fernsehfilm)
- 1990: Zoff in Hooterville (Fernsehfilm)
- 1990: The Adventure Machine (Fernsehfilm; Sprechrolle)

### Fernsehen
- 1951–1952: Space Patrol
- 1952: Rebound
- 1953: Schlitz Playhouse of Stars
- 1953: Hollywood Opening Night
- 1952–1954: My Little Margie
- 1955: Mickey Mouse Club
- 1955: The Joe Palooka Story
- 1955–1957: Navy Log
- 1956: Combat Sergeant
- 1957: Polizeibericht
- 1957: The Silent Service
- 1958: Broken Arrow
- 1958: Mutter ist die Allerbeste (The Donna Reed Show)
- 1958: Flight
- 1959–1963: Wagon Train
- 1960: June Allyson Show (auch: The DuPont Show with June Allyson)
- 1960: Johnny Ringo
- 1960: New Comedy Showcase
- 1960: General Electric Theater
- 1960: Surfside 6
- 1960: 77 Sunset Strip
- 1960: Bachelor Father
- 1960–1961: Pete and Gladys
- 1961: Peter Loves Mary
- 1961: Abenteuer im wilden Westen
- 1961: Stagecoach West
- 1961: Heute Abend Dick Powell (The Dick Powell Show)
- 1961–1962: Polizeirevier 87 (87th Precinct)
- 1962: Bus Stop
- 1962: The Joey Bishop Show
- 1962: Wide Country
- 1962–1965: Im wilden Westen (Death Valley Days)
- 1963: Dennis, Geschichten eines Lausbuben (Dennis the Menace)
- 1963: Vacation Playhouse
- 1963–1964: Die Leute von der Shiloh Ranch
- 1963–1965: Amos Burke
- 1964: Perry Mason
- 1964: Arrest and Trial
- 1964: The Beverly Hillbillies
- 1964: Gauner gegen Gauner
- 1965: Die Munsters
- 1965: Dick van Dyke Show
- 1965: Gomer Pyle, U.S.M.C.
- 1965: Daniel Boone
- 1965: Disney-Land (Walt Disney's Wonderful World of Color)
- 1965: Die Seaview – In geheimer Mission
- 1965: The Smothers Brothers Show
- 1965: The Young Marrieds
- 1965: The Legend of Jesse James
- 1965: My Mother the Car
- 1965–1971: Green Acres
- 1966: Hazel
- 1966: The Andy Griffith Show
- 1970–1972: Wo die Liebe hinfällt (Love, American Style)
- 1971: Nanny und der Professor (Nanny and the Professor)
- 1973: Lotsa Luck!
- 1978: Durch die Hölle nach Westen (How the West Was Won)
- 1978: Project U.F.O.
- 1980: Unsere kleine Farm
- 1981: Die Waltons
- 1981: The Wonderful World of Phillip Malley
- 1981: Zeit der Sehnsucht
- 1982: Fantasy Island
- 1983: Polizeirevier Hill Street
- 1983–1985: Die Littles (The Littles; Sprechrolle)
- 1986: Hardcastle & McCormick
- 1986: ABC Weekend Special
- 1989: Newhart
- 1992–1993: Daddy schafft uns alle
- 1993: The Jackie Thomas Show
- 1994: Phenom – Das Tenniswunder (Phenom )
- 1994: Frasier
- 1994: Hardball
- 1994: The Boys Are Back
- 1995: Live Shot

## Theater (Auswahl)
- Inherit the Wind (Pasadena Playhouse)
- 1948: Mister Roberts (Alvin Theatre, New York City; heute: Neil Simon Theatre)[9][10]
- 1949: Mister Roberts (US-Tourneetheater)
- Hot Turkey at Midnight
- How the Other Half Lives